# MetaMoJi
株式会社MetaMoJi（メタモジ、英: MetaMoJi Corporation）は、東京都港区に本社を置くソフトウェア開発の会社である。

## 概要
ジャストシステムの創業者で、一太郎の開発者でもある浮川和宣・初子夫妻が、2009年4月に計測機器メーカー・キーエンスと資本・業務提携したのを機に、2009年10月に同社の会長・副会長を辞任後、同年10月30日に設立した企業である。
ジャストシステムより「XBRL（Extensible Business Reporting Language）」技術の譲渡を受けて事業を開始した。
タブレット端末やスマートフォン向けの事業を行う100%子会社7knowledgeをもつ。
2011年2月には、初のコンシューマ用製品となる「7notes with mazec」を発売。以後、法人向け、文教向けにタブレット端末やスマートフォン向けの業務アプリを提供している。

## 製品
- mazec - iOS/Android/Windows用手書き入力IME。2011年8月1日評価版をリリース。7notesに内蔵されているほか他社のアプリにも採用されている。
- Note Anytime（後に MetaMoJi Note に名称変更）- iOS/Android/Windows 8/10/11 に対応した手書きノートアプリ。2012年9月26日リリース。
- Share Anytime（後に MetaMoJi Share に名称変更）- iOS/Android/Windows 8/10/11 に対応したリアルタイム情報共有アプリ。2013年10月9日リリース。
- eYACHO - iOS / Windows 10/11に対応したデジタル野帳。2015年6月18日リリース。
- GEMBA Note - iOS / Windows 10/11に対応した現場業務用高機能デジタルノート。2015年11月27日リリース。
- MetaMoJi ClassRoom - iOS・Windows 10/11・Chromebookに対応したリアルタイム授業支援アプリ。2014年11月13日リリース。
- Dental eNote - iOS・Windows 10/11に対応した歯科医向けデジタルノートアプリ。2020年9月18日リリース。
- MashIQ XBRL Report - 2010年4月20日評価版（英語版のみ）をリリース。
- OntoloGear SE - 2010年5月10日評価版をリリース。
- 7notes - iOS/Android用デジタルノートアプリ。2011年2月3日リリース。
- Palu - iOS用手書き共有カレンダーアプリ。2012年11月21日リリース。

## 沿革
- 2009年10月30日 - 株式会社MetaMoJiを設立[3]。
- 2011年
  - 2月 - コンシューマ向けタブレット端末用アプリの提供を開始。
  - 12月 - 法人向け事業の開始。
- 2012年9月 - デジタルノートアプリ「Note Anytime（現・MetaMoJi Note）」提供開始。
- 2013年10月 - リアルタイム情報共有アプリ「Share Anytime（現・MetaMoJi Share）」提供開始。
- 2014年
  - 1月 - 米国CESにて、MetaMoJi Shareがイノベーション&デザイン製品賞を受賞。
  - 11月 - 学校向けリアルタム授業支援アプリ「MetaMoJi Share for ClassRoom（現・MetaMoJi ClassRoom）」提供開始。
- 2015年
  - 6月 - 大林組との共同開発によるデジタル野帳「eYACHO」を提供開始。
  - 11月 - 現場業務向け高機能デジタルノート「GEMBA Note」提供開始。
- 2016年10月 - e-Learningアワード 総務大臣賞受賞。
- 2017年4月 - ISMS（ISO 27001）認証を取得。
- 2020年
  - 9月 - 歯科医向けデジタルノートアプリ「Dental eNote」の提供を開始。
  - 12月 - テレワーク先駆者百選に選定。
- 2021年
  - 1月 - テレワーク賞審査員特別賞受賞。
  - 10月 - 歯科医向けデジタルノート「Dental eNote」提供開始。

## 主なメディア実績
- 2017年5月 - 日本産業新聞「仕事人秘録」
- 2018年2月 - TBS「がっちりマンデー!!」スゴい社長が再挑戦！「もう一度社長」
- 2021年2月 - 毎日新聞「日本一になった太郎」
- 2022年1月 - NHK ノーナレ「変かんふうふ」
- 2022年3月 - 日経新聞「私の履歴書」
- 2023年6月 - 読売新聞「あれから」